# 페이지터너

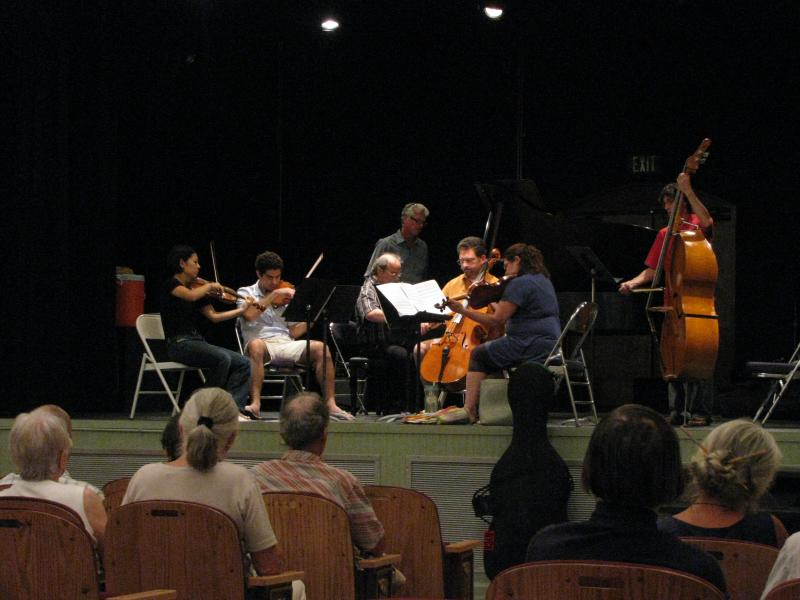
피아노 6중주와 페이지터너

페이지터너(영어: page-turner)는 독주자, 피아니스트 등이 연주 중에 악보를 넘기는 사람과 그 행위를 가리키는 말이다. 대한민국에서는 넘돌이, 넘순이라고도 한다.
연주가가 연주의 집중을 하기 위해서 악보를 넘기는 사람이 필요하다. 또한 악보를 넘기는 사람은 음악에 맞추어, 신속하고 신중하게 페이지를 넘겨야하며 음악의 내용을 이해할 수 있어야 한다.
악보를 넘기는 것은 때로는 출연자의 지인과 소속 악단의 멤버가 맡는 경우도 있다.
자동 페이지터너도 있어서, 연주가가 페달을 밟는 것에 의해 조작된다. 찰스 할레는 자동 악보 넘김 기계를 발명한 것으로 알려져 있다.